# Club Atlético River Plate (handball)
El Club Atlético River Plate , es uno de los 17 clubes fundadores de la Femebal, además es el club más laureado del balonmano Argentino, al ser un conjunto que acumula 32 títulos en total, y tiene todos los títulos que se disputan en Argentina (con excepción de la reciente Copa Femebal del 2015).
Los jugadores que más se han destacado son Guillermo Till, Claudio Straffe, Freddy Ambrosini, Pablo Sznitowski, Diego Salaverry, Gabriel Canzoniero y Juan Manuel Vazquez.
En la actualidad, River cuenta con ocho entrenadores en la actividad y 230 jugadores federados.

## Palmarés
Títulos nacionales (32)
El Club Atlético River PLate Cuenta con 32 títulos, 20 a nivel metropolitano y 12 a nivel nacional.

### Era amateur (23)
| Competición            | Período   | Títulos                                                                                   | Subcampeonatos |
| ---------------------- | --------- | ----------------------------------------------------------------------------------------- | -------------- |
| Torneo de Balón (3/0)  | 1921-1937 | 1930, 1934, 1935.                                                                         |                |
| Torneo de campo (15/0) | 1938-1960 | 1938, 1939, 1940, 1941, 1942, 1943, 1944, 1945, 1947, 1949, 1952, 1953, 1954, 1955, 1956. |                |
| Torneo de siete (5/0)  | 1955-1975 | 1955, 1959, 1960, 1961. 1962, 1964, 1966.                                                 |                |

### Copas Nacionales (3)
| Competición                     | Títulos | Subcampeonatos |
| ------------------------------- | ------- | -------------- |
| Copa Rio de la Plata (1/0)      | 1936.   |                |
| Copa Competencia (1/0)          | 1952.   |                |
| Copa "Juan Domingo Perón" (1/0) | 1952.   |                |

### Era profesional (33)
| Competición                 | Títulos | Subcampeonatos                               |
| --------------------------- | --- | -------------------------------------------- |
| Torneo Nacional (12/0)      | 1983, 1984, 1999, 2003, 2005, 2006, 2007, 2008, 2009, 2010, 2011, 2014. |                                              |
| Torneo Metropolitano (17/3) | 1976, 1978, 1983, 1988, 2003, 2004, Clausura 2005, Apertura 2006, Clausura 2006, Apertura 2007, Clausura 2007, Clausura 2008, Apertura 2009, Clausura 2009, Apertura 2012, Apertura 2022. Clausura 2024 | Apertura 2005, Clausura 2013, Apertura 2014. |
| Súper 4 (5/2)               | 2005, 2007, 2008, 2011, 2014. | 2006, 2012.                                  |

- Tercer puesto del Torneo Metropolitano (4): Apertura 2008, Apertura 2010, Clausura 2010, Clausura 2011.

Títulos internacionales (1/0)
| Competición                             | Títulos | Subcampeonatos |
| --------------------------------------- | ------- | -------------- |
| Campeonato Sudamericano de Clubes (1/0) | 1984.   |                |

- Tercer puesto del Campeonato Sudamericano de Clubes (2): 1985, 2000
- Tercer puesto del Campeonato Panamericano de Clubes (4): 2007, 2011, 2012, 2015

#### Damas (12)
| Competición                | Títulos                                                           | Subcampeonatos |
| -------------------------- | ----------------------------------------------------------------- | -------------- |
| Torneo Nacional (5/0)      | 1980, 1985, 1986, 1991, 2022.                                     |                |
| Torneo Metropolitano (8/0) | 1984, 1985, 1986, 1989, 1990, 1991, Apertura 2022, Clausura 2022. |                |

### Temporadas recientes
| Temporada     | Femebal | Femebal | Nacional de Clubes |
| Temporada     | Liga    | Super 4 | Nacional de Clubes |
| ------------- | ------- | ------- | ------------------ |
| 2003          | 1º      |         | 1º                 |
| 2004          | 1º      |         | 2º                 |
| Apertura 2005 | 2º      |         |                    |
| Clausura 2005 | 1º      | 1º      | 1º                 |
| Apertura 2006 | 1º      |         |                    |
| Clausura 2006 | 1º      | 2º      | 1º                 |
| Apertura 2007 | 1º      |         |                    |
| Clausura 2007 | 1º      | 1º      | 1º                 |
| Apertura 2008 | 3°      |         |                    |
| Clausura 2008 | 1º      | 1º      | 1º                 |
| Apertura 2009 | 1º      |         |                    |
| Clausura 2009 | 1º      | 4°      | 1º                 |
| Apertura 2010 | 3°      |         |                    |
| Clausura 2010 | 3°      | 6°      | 1º                 |
| Apertura 2011 | 4°      |         |                    |
| Clausura 2011 | 3°      | 1º      | 1º                 |
| Apertura 2012 | 1º      |         |                    |
| Clausura 2012 | 6°      | 2º      | 2º                 |
| Apertura 2013 | 4°      |         |                    |
| Clausura 2013 | 2º      | 4°      | 3°                 |
| Apertura 2014 | 2º      |         |                    |
| Clausura 2014 | 4°      | 1º      | 1º                 |
| Apertura 2015 | 4°      |         |                    |
| Clausura 2015 | 3°      | 5°      | 2º                 |

## Jugadores

### Plantel 2019
| Nº | Nombre                | Altura | Peso  | Posición          |
| -- | --------------------- | ------ | ----- | ----------------- |
| 12 | MIHAIL, Federico      | 1.92m  | 96kg  | Portero           |
| 33 | CERROTTA, Bruno       | 1.89m  | 96kg  | Pivote            |
| 13 | ROMERO, Emiliano      | 1.81m  | 79kg  | Lateral derecho   |
| 3  | CASTRO, Mariano       | 1.79m  | 79kg  | Extremo derecho   |
| 6  | LIMA, Matias          | 1.83m  | 82kg  | Central           |
| 17 | DOTTORI, Ivan         | 1.79m  | 74kg  | Central           |
| 14 | SCHIAFFINO, Francisco | 1.88m  | 110kg | Pivote            |
| 18 | PORTELA, Adrian       | 1.83m  | 85kg  | Extremo izquierdo |
| 8  | VAZQUEZ, Juan Manuel  | 1.90m  | 89kg  | Lateral izquierdo |
| 21 | KELLY, Sean           | 1.83m  | 83kg  | Extremo izquierdo |
| 20 | CASANOVA, Frabrizio   | 1.93m  | 95kg  | Lateral izquierdo |
| 11 | GRANDI, Lucas         | 1.87m  | 91kg  | Lateral izquierdo |
| 9  | ROSSETTO, Valentino   | 1.80m  | 72kg  | Extremo derecho   |

Selección de Argentina (absoluta)
| Altas | Bajas - Pablo Sebastián Portela al Colegio Ward - OJEA, Juan Francisco al SE.DA.LO. - PLATI, Cristian al Colegio Ward - TESTA, Benjamín al A.A. Quilmes |

## Entrenadores Destacados
- Eduardo Gallardo (Head Coach, Entrenador de la Selección Argentina, Participante de los JJ. OO. Londres 2012, elegido el tercer entrenador del mundo en el 2012, único entrenador americano en ser nominado por la IHF).
- Guillermo Cazón (PF Selección Argentina).